# Meteorit Norton County
El meteorit Norton County és un meteorit de tipus acondrita de 1,1 tones que va ser trobat l'any 1948 al comtat de Norton, a l'estat de Kansas, als Estats Units.

## Classificació
El meteorit és de tipus acondrita, és a dir que es tracta d'un meteorit rocós que no té còndrules i que es va originar en un cos progenitor diferenciat. Pertany al grup de les aubrites, dins de la classe de les acondrites asteroidals, que igual que les condrites enstatites tenen una mineralització molt reduïda, però probablement no provinguin del mateix asteroide primari com les condrites EH o EL.

## Descripció
En el mes de febrer de 1948 es van recuperar les 7 primeres parts del meteorit. No obstant, la més gran, d'aproximadament 1 tona, no es va localitzar fins al maig. La seva composició química, mineralògica i isotòpica s'ha estudiat a tots els nivells, especialment els seus components de piroxens i sulfurs formats en un entorn extremadament reduït. Com la majoria de les aubrites, el Norton County ha experimentat una bretxació extensiva seguida de reequilibris irregulars amb nivells de xoc força variables tant en olivina (S1-S4) com en enstatita (S1-S3).

## Mineralogia
Al meteorit s'hi han trobat 24 espècies minerals reconegudes per l'Associació Mineralògica Internacional. A més es considera la localiat tipus de tres d'aquestes espècies, totes elles sulfurs: la caswellsilverita, de fórmula química NaCrS₂, la cronusita, amb fórmula Ca0,2CrS₂·2H₂O, i la schöllhornita, de fórmula Na0,3CrS₂·H₂O, ja que el meteorit és l'indret on van ser descobertes.